# 马强 (1969年)
马强（1969年8月—），男，回族，中华人民共和国外交官，曾任中华人民共和国驻爱丁堡总领事，现任中华人民共和国驻南苏丹共和国特命全权大使。

## 生平
马强曾任驻芬兰大使馆政务参赞和驻挪威大使馆政务参赞。2019年10月，出任中华人民共和国驻爱丁堡总领事。2022年7月，自驻爱丁堡总领事离任。9月，出任中华人民共和国驻南苏丹大使。